# José María Orellana
Pour les articles homonymes, voir Orellana.
José María Orellana Pinto, né le 11 juillet 1872 à El Jícaro (Guatemala) et mort le 26 septembre 1926 à Antigua Guatemala, est un militaire et homme d'État guatémaltèque, président du Guatemala de 1921 à 1926. 
Durant son mandat qui débute par un coup d'État contre le président unioniste Carlos Herrera y Luna, le Quetzal devient la devise monétaire officielle du Guatemala. Orellana meurt en fonction dans des circonstances suspectes à l'âge de cinquante-quatre ans. Il est inhumé dans la capitale, Guatemala, après des funérailles d'État.

## Biographie

### Jeunesse et débuts en politique
Né dans le département d'El Progreso, José María Orellana Pinto est le fils d'Esteban Orellana et de Leonora Pinto. Orellana commence une carrière militaire qui l'amène au rang de général de l'Armée guatémaltèque. Élu au Congrès de la République à plusieurs occasions, il est membre du parti libéral et occupe même la fonction de chef de cabinet dans le gouvernement du président Manuel Estrada Cabrera. Alors à cette fonction, il est aux côtés d'Estrada Cabrera lorsqu'un attentat à la bombe, perpétré par Avila Echeverría et ses complices, le vise le 29 avril 1907. Miraculeusement, ni Orellana et ni le président sont blessés lors de la tentative d'assassinat. S'engage alors une traque contre les auteurs de l'attaque. 

### Coup d'État de 1921

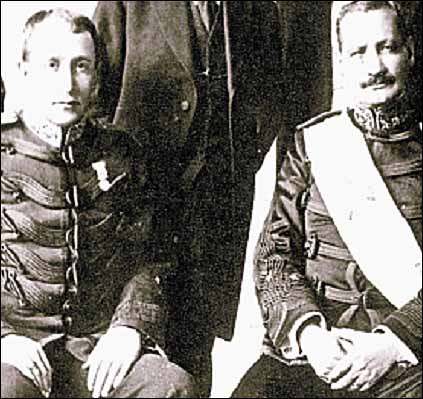
Le général José María Orellana (droite) et le général Jorge Ubico (gauche) après le coup d'État qui dépose Herrera en 1921.

Le 5 décembre 1921, le général Orellana mène un putsch, commandité par la compagnie américaine United Fruit Company (UFCO),  contre le président intérimaire Carlos Herrera y Luna qui avait contesté l'octroi des concessions fait à la compagnie américaine alors que celui-ci avait été consenti par la précédente administration. Pour ce coup d'État, Orellana peut compter sur le soutien de plusieurs officiers de l'armée dont le général et futur président Jorge Ubico.

### Présidence

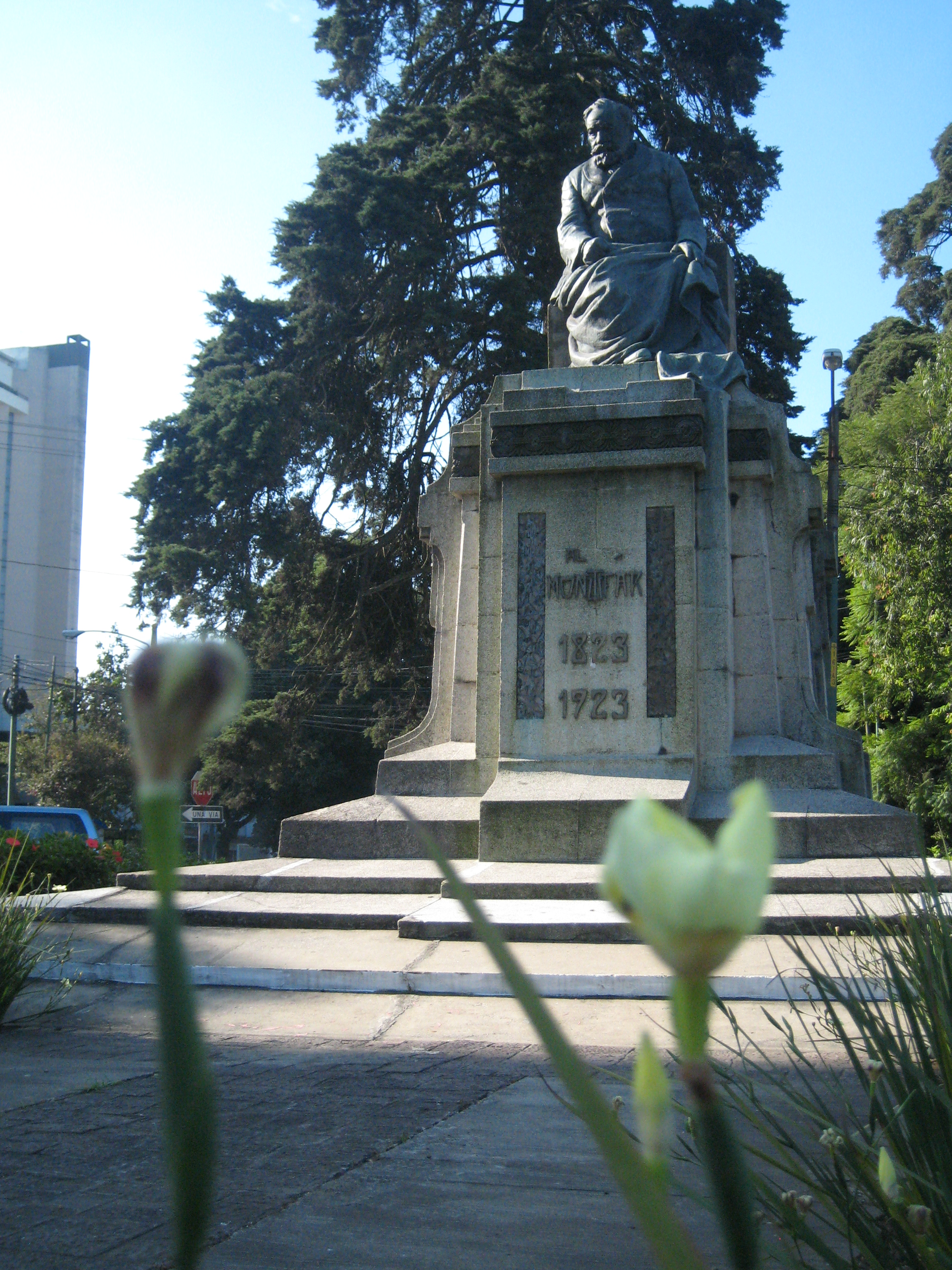
Monument en hommage à Lorenzo Montúfar y Rivera sur lAvenida Reforma.

Nommé président intérimaire après le coup d'État en 1921, il devient finalement le président de plein droit après avoir remporté les élections l'année suivante. Durant son passage au pouvoir, il approuve les concessions faites par Estrada Cabrera à la United Fruit Company. Il encourage également la création d'une république réunissant le Guatemala, le Honduras et le Salvador, mais la tentative demeure sans succès. Durant la célébration du centenaire de l'écrivain libéral Lorenzo Montúfar y Rivera en 1923, le gouvernement fait ériger un monument en sa mémoire sur l'Avenida Reforma.

#### Économie

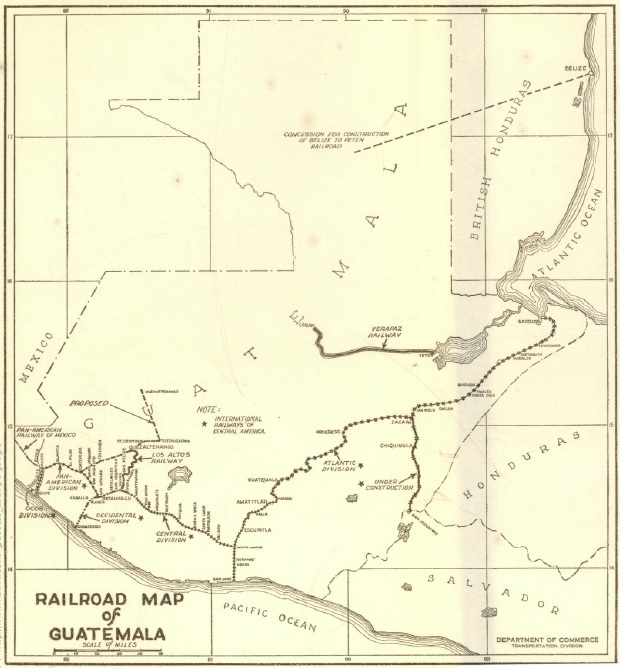
Carte du réseau ferroviaire au Guatemala en 1925. Orellana ratifie les concessions conssenties par Manuel Estrada Cabrera à la International Railways of Central America.

L'industrie d'extraction de la gomme dans le nord du département du Petén est vendue à Percy W. Shufeldt qui continue son exploitation sans payer de taxes. Contrairement à son prédécesseur, Orellana donne de favorables contrats à des compagnies étrangères, dont l'Electric Company, détenue par des exploitants allemands avant la Première Guerre mondiale et qui a été vendue à la American Bond and Share Company en mai 1922.
Orenalla fait également construire plusieurs kilomètres de routes et de chemins de fer, car il subit la pression de la International Railways of Central America (IRCA). L'IRCA veut faire respecter le contrat ferroviaire Méndez-Williamson signé par Estrada Cabrera en 1908. Lorsque ce dernier est démis de ses fonctions après la Semaine tragique, son successeur Herrera refuse de respecter le contrat. Après le renversement d'Herrera, le contrat est ratifié par Orellana le 10 mars 1922.
Durant sa présidence, le Congrès du Guatemala adopte les lois suivantes:
- Ratification du Pacte d'union centraméricaine à San José au Costa Rica
- Approbation du contrat pour les services électriques, de chauffage et d'éclairage pour la capitale
- Lois sur les hydrocarbures
- Ratification du décret 798 qui permet le retour d'exil de l'archevêque Luis Javier Muñoz y Capurón
- Approbation d'un contrat avec Emilio Capoulliez pour l'installation d'un tramway électrique
- Approbation d'un contrat entre le ministère de la Défense et la All America Cables Incorporated pour la construction d'une centrale télégraphique dans la capitale
- Approbation du contrat avec AEG de Berlin pour continuer et compléter le Los Altos Railway et la centrale électrique Santa María
- Approbation de l'exploitation gazière par des compagnies américaines
- Loi sur le travail
- Encouragement et endossement du développement de l'industrie savonnière

#### LaUnited Fruit Company
Deux grèves majeures ont lieu chez la compagnie américaine durant le mandat de Orellana :
- Grève des débardeurs du port de Puerto Barrios, réclamant la journée de travail de huit heures et des augmentations de salaire. L'UFCO demande l'intervention du gouvernement qui envoie des troupes pour rétablir l'ordre dans la ville. Après 27 jours de grève, les 22 chefs sont emprisonnés puis expulsés du pays[2].
- Grève des chemins de fer vers la fin de 1924 entre les cheminots et l'IRCA afin de réclamer la réduction des heures de travail, l'augmentation des salaires et le respect de leur syndicat.La grève se solde par la répression violente des cinq mille travailleurs[2].

## Mort

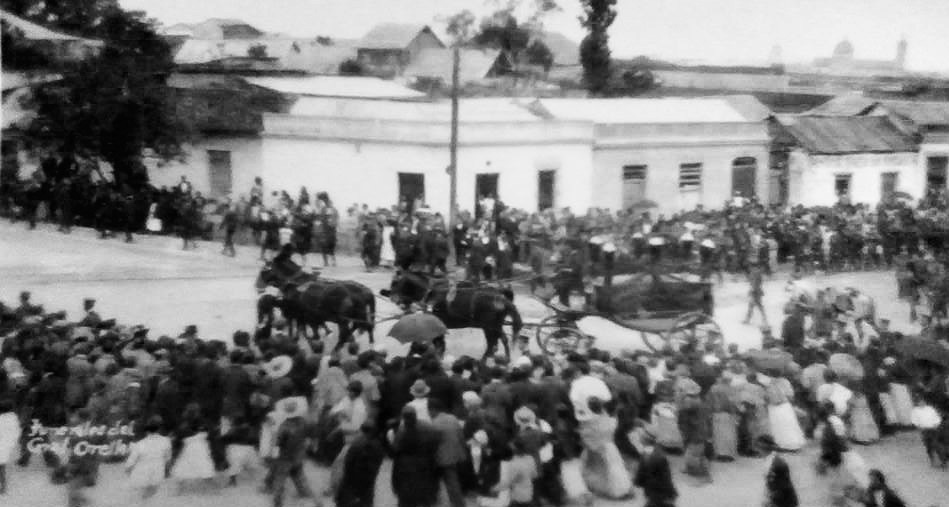
Procession funèbre du général Orellana en 1926.

Le 25 mai 1926, le journal privé El Imparcial informe de la mise en place de la loi martiale à la suite de l'adoption du décret 916. Cette mise en application fait suite, selon le décret, à des « activités insidieuses et anti-patriotiques de certains éléments qui tentent de troubler la paix et le développement du pays ». Peu de temps après, le journal est interdit de circulation et seuls les journaux officiels Diario de Centro América (en) et El Guatemalteco pourront continuer leur publication. L'histoire prend une tout autre direction lorsque, le dimanche 26 septembre, Orellana meurt dans sa chambre de l'Hôtel Manchén pendant des vacances à Antigua Guatemala. Le Diario de Centro America explique alors qu'une « violente angine de poitrine mis fin à la vie de notre illustre président ». Cette disparition soudaine conduit à de nombreuses interrogations et des rumeurs d'empoisonnement circulent. Le général Lázaro Chacón González assume l'intérim, lève aussitôt la loi martiale et retire l'interdiction de publication des journaux privés.

## Références culturelles

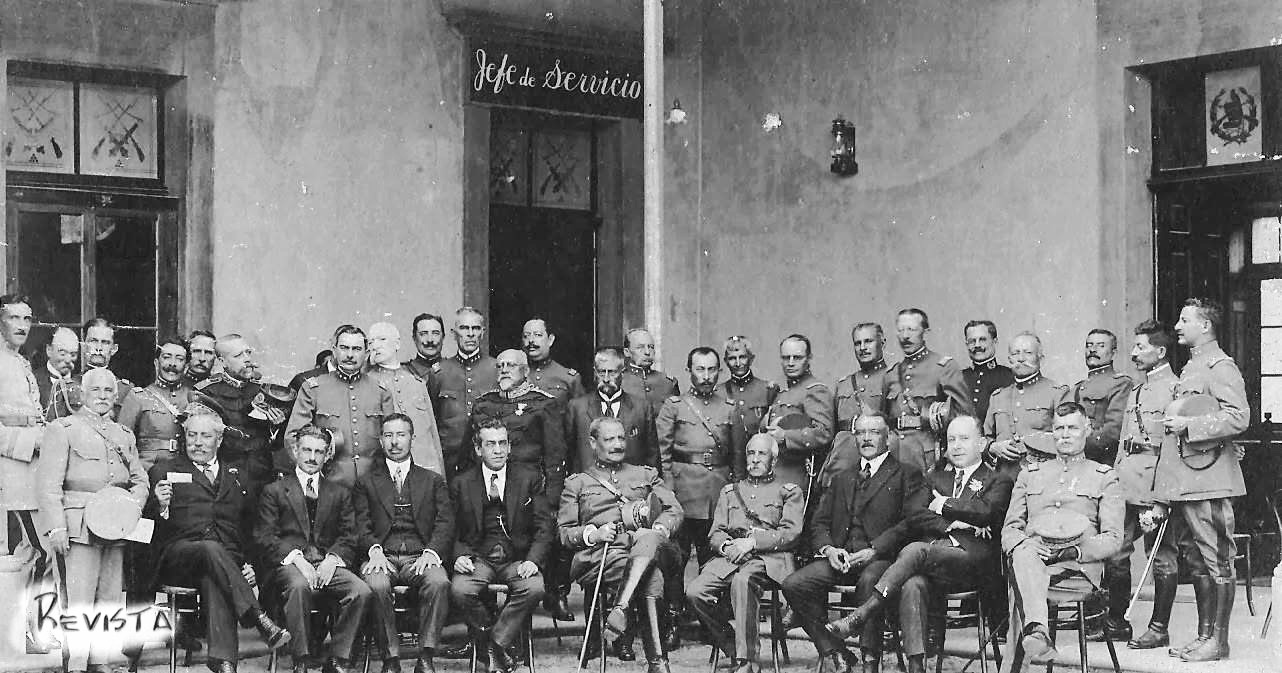
Le général José María Orellana et son entourage après le coup d'État qui renverse le président Carlos Herrera en 1921.